# 100% Wolf
100% Wolf (conocida en Hispanoamérica como 100% Lobo o 100% Wolf: Pequeño gran lobo) es una película de animación australiana dirigida por Alexs Stadermann y producida por Alexia Gates-Foale y Barbara Stephen. Estrenada en mayo de 2020, está basada en la novela del mismo nombre de la autora Jayne Lyons (2000). La popularidad del filme llevó a la realización de una serie de televisión titulada 100% Wolf: Legend of the Moonstone, estrenada por la cadena ABC3 en diciembre de 2020.

## Sinopsis
Freddy Lupin es el joven heredero de una manada de hombres lobo que lleva años protegiendo su pueblo. Cuando intenta seguir a su familia durante una patrulla nocturna utilizando una Piedra Lunar mágica, expone inadvertidamente la existencia de los hombres lobo a un humano y desata toda clase de problemas que pondrán en peligro la vida de su manada y la suya propia.

## Reparto

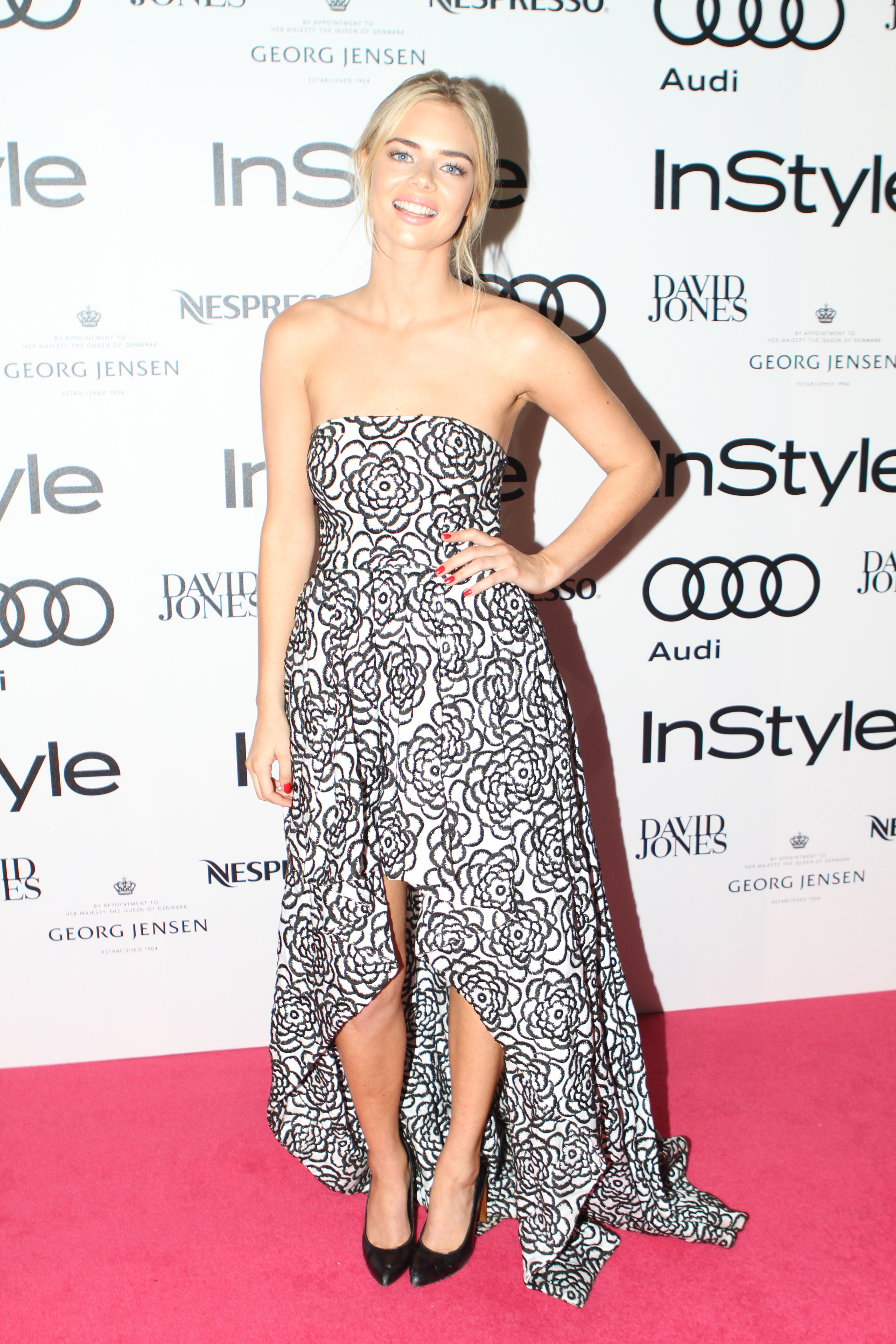
La actriz y modelo australiana Samara Weaving aportó la voz de uno de los personajes principales en el filme

| Actor             | Personaje     |
| ----------------- | ------------- |
| Ilai Swindells    | Freddy Lupin  |
| Magda Szubanski   | Sra. Mutton   |
| Rhys Darby        | Foxwell Cripp |
| Akmal Saleh       | Hamish        |
| Samara Weaving    | Batty         |
| Jai Courtney      | Flasheart     |
| Jane Lynch        | Comandante    |
| Rupert Degas      | Hotspur       |
| Sarah Harper      | Twitchy       |
| Michael Bourchier | Lord Hightail |
| Kate Hall         | Lady Hightail |
| Adriane Daff      | Harriet       |
| Liam Graham       | Chariot       |
| Alexs Stadermann  | Cerberus      |

## Doblaje en español
El doblaje se realizó en dos países: uno hecho en México para Latinoamérica, y otro hecho en España. Esta película actualmente es vendida por Zima Entertainment, una empresa mexicana que se encargó de distribuir la película en países de habla hispana.
| Personaje                       | Actor de voz      | Actor de doblaje México |
| ------------------------------- | ----------------- | ----------------------- |
| Freddy Lupin                    | Ilai Swindells    | Alberto Bernal          |
| Señora Mutton Sra. Cordero (MX) | Magda Szubanski   | Yolanda Vidal           |
| Foxwell Cripp Máximo Ruin (MX)  | Rhys Darby        | Tommy Rojas             |
| Hamish                          | Akmal Saleh       | Rafael Pacheco          |
| Batty Luna (MX)                 | Samara Weaving    | Danann Galván           |
| Flasheart Valentín (MX)         | Jai Courtney      | Gerardo Reyero          |
| Comandante                      | Jane Lynch        | Magda Giner             |
| Hotspur Tío Timo (MX)           | Rupert Degas      | Carlos Segundo          |
| Twitchy Fiera (MX)              | Sarah Harper      | Susana Moreno           |
| Lord Hightail Lord Fortuna (MX) | Michael Bourchier | Santos Alberto          |
| Lady Hightail Lady Fortuna (MX) | Kate Hall         | Adriana Casas           |
| Harriet Reina (MX)              | Adriane Daff      | Erika Ugalde            |
| Chariot Landó (MX)              | Liam Graham       | Diego Becerril          |
| Cerberus Cerbero (MX)           | Alexs Stadermann  | Miguel de León          |